# Wiśniowa Góra (wieś)
Wiśniowa Góra – wieś w Polsce, położona w województwie łódzkim, w powiecie łódzkim wschodnim, w gminie Andrespol.
W latach 1975–1998 miejscowość administracyjnie należała do ówczesnego województwa łódzkiego.
Miejscowość dzieli się na 30 ulic. W czasach PRL-u Wiśniowa Góra była znanym wśród łódzkiej społeczności ośrodkiem wypoczynkowym. Znajdował się tu komfortowy, jak na ówczesne czasy, Ośrodek Sportu i Rekreacji położony w lesie sosnowym z boiskami i odkrytym basenem. Tłumnie przyjeżdżali tu mieszkańcy robotniczej wówczas Łodzi. Obecnie charakter miejscowości się zmienił. W coraz większym stopniu Wiśniowa Góra staje się sypialnią Łodzi, podobnie jak pobliski Andrespol. Populacja wsi szybko wzrasta a jej charakter się zmienia. Powstaje wiele nowych nowoczesnych domów jednorodzinnych, a stylowe przedwojenne domy drewniane, pamiętające czasy kiedy większość mieszkańców wsi stanowili Romowie oraz Żydzi, są wyburzane.
W Wiśniowej Górze działa publiczne gminne liceum im. Jana Karskiego, do którego uczęszczają uczniowie z obszaru całej gminy Andrespol. Powstało ono w miejsce zlikwidowanego gimnazjum przy Szkole Podstawowej im. Henryka Sienkiewicza w Wiśniowej Górze, swego czasu jednej z najlepszych szkół podstawowych w ówczesnym województwie łódzkim. Przy szkole działa 5 Łódzka Drużyna Harcerek "Ryngraf" należącą do Łódzkiego Hufca Harcerek "Róża".
W miejscowości działalność kaznodziejską prowadzi zbór Wiśniowa Góra Świadków Jehowy. Ponadto we wsi mieszkają wyznawcy Kościoła Starokatolickiego Mariawitów należący do parafii św. Franciszka z Asyżu w Łodzi. 
Wiśniowa Góra nie jest wsią rolniczą. Przez Wiśniową Górę przebiega autostrada , która omija Łódź od strony wschodniej. Powstał również MOP Wiśniowa Góra.
Miejscowość włączona jest do sieci komunikacji autobusowej Miejskiego Przedsiębiorstwa Komunikacyjnego – Łódź Sp. z o.o.: linia 82.